# 쿼드 (국제 회의)

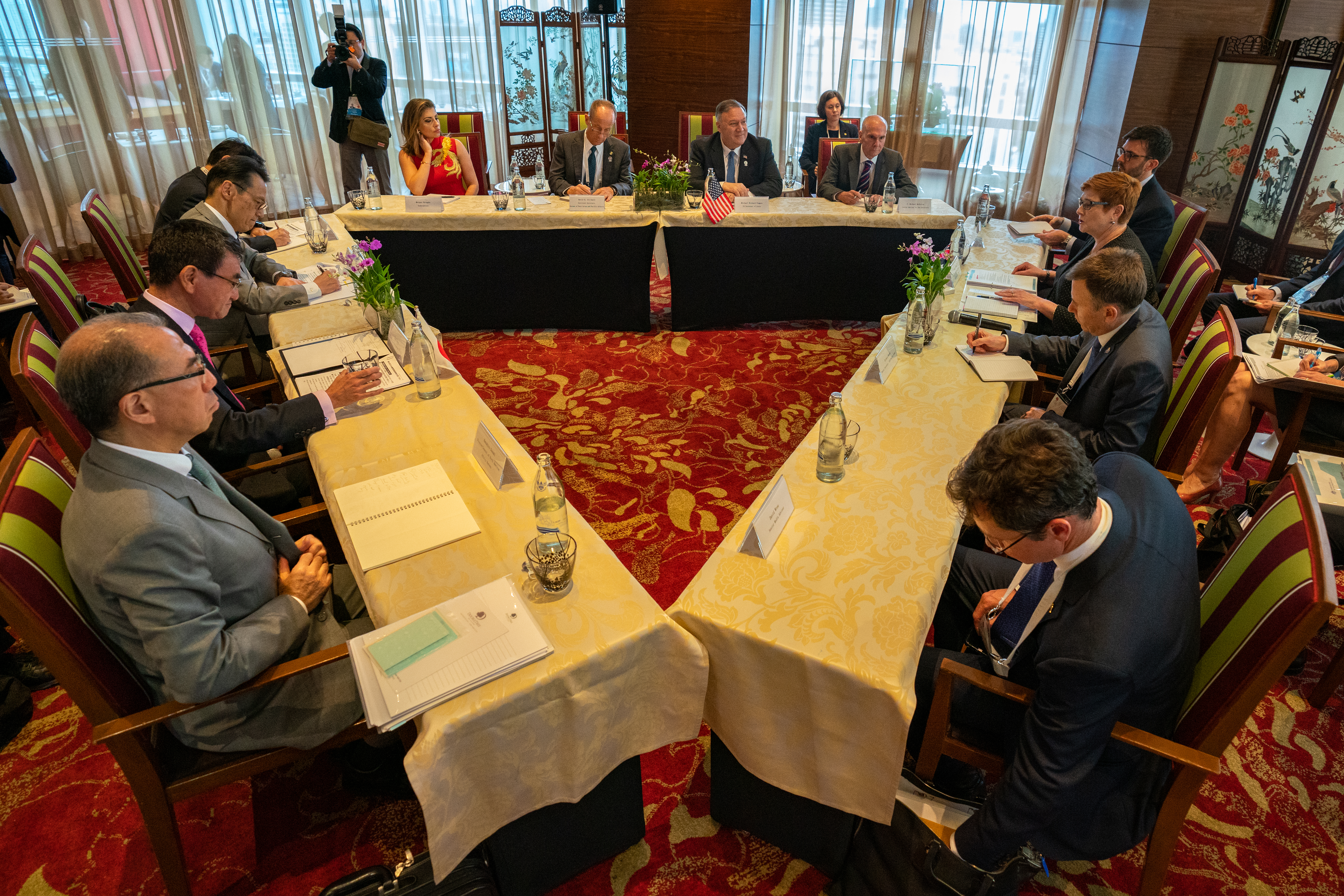
2019년 미국·일본·오스트레일리아 다이아몬드 외교 국가들의 회담

4자 안보 대화(四者安保對話, 영어: Quadrilateral Security Dialogue, QSD) 또는 단순히 쿼드(영어: Quad)는 2007년부터 미국 · 일본 · 인도 · 오스트레일리아 4개국이 정기적으로 정상 회담, 정보 교환 및 회원국 간 군사 훈련에 의해 유지된 전략 대화가 국제 기구로 발전한 것을 말한다. 미국에 의하면, 이는 인도·태평양 국제 기구 혹은 쿼드라고 불리는 기구가 될 것이라고 했다.

## 역사
2007년부터 아시아 태평양 주요국 4개국의 지도자인 일본의 아베 신조 총리, 미국의 딕 체니 부통령, 오스트레일리아의 존 하워드 총리, 인도의 만모한 싱 총리의 통일된 의사로 대화가 시작됐다. 이 때부터 출발한 다자 대화는 쿼드의 모태가 됐다. 아베 신조 일본 총리는 민주평화론에 기반한 미국, 일본, 인도, 오스트레일리아 4개국의 방위 계획에 착수했는데 이들 4개국을 "아시아의 민주주의의 호(弧)"라고 명명했다.

### 아베 신조의 안보 다이아몬드 구상
아베 총리가 집권 2기를 앞둔 2012년 12월 발표한 ‘아시아의 민주주의 안보 다이아몬드’라는 글에서 본격화됐다. 당시 아베 총리는 “남중국해가 급속히 베이징의 호수로 변하고 있다”며 “구 소련의 오호츠크해와 다를 바 없다”고 주장하며 따라서 민주주의 가치를 공유하는 4개국이 집단 안보를 통해 부상하는 중국을 억제해야 한다고 주장했다. 미국ㆍ일본ㆍ오스트레일리아ㆍ인도를 선으로 연결한 다이아몬드 형태의 블록에서 이름을 따왔다.

### 쿼드의 출범
2020년 8월 31일, 미국은 미국·일본·인도·오스트레일리아 4개국을 통합한 국제 기구인 쿼드를 출범할 뜻을 밝혔다. 쿼드는 대중국 포위망을 구축하기 위한 아시아 태평양 주요국들의 반(反)중국 군사동맹 성격이 매우 높다. 실제로 군사 동맹기구 나토와 성격이 같다.

### 쿼드 플러스
미국은 베트남·뉴질랜드·대한민국 3개국을 포함한 쿼드 플러스도 언급했다. 미국의 이러한 입장에 대한민국 정부는 온도차를 밝혔다. 대한민국은 7자 차관 회담은 오로지 방역을 위한 성격에 불과하다며 미국의 쿼드 플러스론에 선을 그었다. 이러한 대한민국 정부의 조심성은 반(反)중국 성향과 군사적인 측면 때문이다. 실제로 스티븐 비건 국무부 부장관 역시 중국에서 시작한 코로나19 범유행 관련 허위사실 유포에 대한 대응을 논의한다고 밝혀, 정치색이 짙음을 보여주었다.

## 같이 보기
- 파이브 아이즈
- 북대서양 조약 기구
- 바르샤바 조약 기구
- 아시아 태평양